# Pristimantis duende
Espèce
Synonymes
- Eleutherodactylus duende Lynch, 2001

Statut de conservation UICN

 VU  : Vulnérable
Pristimantis duende est une espèce d'amphibiens de la famille des Craugastoridae.

## Répartition
Cette espèce est endémique du département de Valle del Cauca en Colombie. Elle se rencontre dans la municipalité de Riofrío vers 3 450 m d'altitude dans la cordillère Occidentale sur le páramo del Duende sur le Cerro Calima.

## Étymologie
Son nom d'espèce lui a été donné en référence au lieu de sa découverte, le páramo del Duende.

## Publication originale
- Lynch, 2001 : A small amphibian fauna from a previously unexplored Paramo of the Cordillera Occidental in western Colombia. Journal of Herpetology, vol. 35, no 2, p. 226-231 (texte intégrale).